# Palmeira (Santo Tirso)
Palmeira é uma localidade portuguesa do Município de Santo Tirso que foi sede da extinta Freguesia de Palmeira, freguesia que tinha 3,39 km² de área e 1 321 habitantes (2011), e, por isso, uma densidade populacional de 389,7 h/km².
A Freguesia de Palmeira foi extinta (agregada) em 2013, no âmbito de uma reforma administrativa nacional, tendo sido agregada às freguesias de Areias, de Sequeiró e de Lama, para formar uma nova freguesia denominada União das Freguesias de Areias, de Sequeiró, de Lama e de Palmeira.
O empresário luso-brasileiro Albino Sousa Cruz nasceu nesta localidade em 1869.
O ex-futebolista Ricardo Rocha, nasceu nesta localidade em 1978.

## População
| População da freguesia de Palmeira | População da freguesia de Palmeira | População da freguesia de Palmeira | População da freguesia de Palmeira | População da freguesia de Palmeira | População da freguesia de Palmeira | População da freguesia de Palmeira | População da freguesia de Palmeira | População da freguesia de Palmeira | População da freguesia de Palmeira | População da freguesia de Palmeira | População da freguesia de Palmeira | População da freguesia de Palmeira | População da freguesia de Palmeira | População da freguesia de Palmeira |
| ---------------------------------- | ---------------------------------- | ---------------------------------- | ---------------------------------- | ---------------------------------- | ---------------------------------- | ---------------------------------- | ---------------------------------- | ---------------------------------- | ---------------------------------- | ---------------------------------- | ---------------------------------- | ---------------------------------- | ---------------------------------- | ---------------------------------- |
| 1864                               | 1878                               | 1890                               | 1900                               | 1911                               | 1920                               | 1930                               | 1940                               | 1950                               | 1960                               | 1970                               | 1981                               | 1991                               | 2001                               | 2011                               |
| 337                                | 376                                | 423                                | 446                                | 455                                | 501                                | 550                                | 703                                | 856                                | 1 039                              | 1 000                              | 1 207                              | 1 202                              | 1 104                              | 1 321                              |

| Distribuição da População por Grupos Etários | Distribuição da População por Grupos Etários | Distribuição da População por Grupos Etários | Distribuição da População por Grupos Etários | Distribuição da População por Grupos Etários | Distribuição da População por Grupos Etários | Distribuição da População por Grupos Etários | Distribuição da População por Grupos Etários | Distribuição da População por Grupos Etários | Distribuição da População por Grupos Etários |
| -------------------------------------------- | -------------------------------------------- | -------------------------------------------- | -------------------------------------------- | -------------------------------------------- | -------------------------------------------- | -------------------------------------------- | -------------------------------------------- | -------------------------------------------- | -------------------------------------------- |
| Ano                                          | 0-14 Anos                                    | 15-24 Anos                                   | 25-64 Anos                                   | > 65 Anos                                    |                                              | 0-14 Anos                                    | 15-24 Anos                                   | 25-64 Anos                                   | > 65 Anos                                    |
| 2001                                         | 167                                          | 174                                          | 612                                          | 151                                          |                                              | 15,1%                                        | 15,8%                                        | 55,4%                                        | 13,7%                                        |
| 2011                                         | 201                                          | 145                                          | 759                                          | 216                                          |                                              | 15,2%                                        | 11,0%                                        | 57,5%                                        | 16,4%                                        |

Média do País no censo de 2001:  0/14 Anos-16,0%; 15/24 Anos-14,3%; 25/64 Anos-53,4%; 65 e mais Anos-16,4%
Média do País no censo de 2011:   0/14 Anos-14,9%; 15/24 Anos-10,9%; 25/64 Anos-55,2%; 65 e mais Anos-19,0%